# ولاد عبد الله (الصفافعة)
ولاد عبد الله هي إحدى مشيخات المملكة المغربية، تتبع جغرافيا لإقليم سيدي سليمان وإداريًا لالصفافعة. يقدر عدد سكانها بـ 6495 نسمة حسب الإحصاء الرسمي للسكان والسكنى لسنة 2004.